# 无线电数据广播
无线电数据广播（英語：Radio Data System, RDS）是一种在传统的调频广播中嵌入少量的数字信息的通信协议标准。RDS规范了几种类型的信息传输，包括时间、局（站）识别和节目信息。
此标准开始是作为欧洲广播联盟的一个项目，但现在已经成为国际电工委员会的国际标准。
是美国版RDS的正式名称。这两个标准只是略有不同。
由于在57千赫的子载波上以1187.5bps的速率同时传输数据，因此，在每一个数据位中都有48个周期的副载波。RDS的副载波设置为19 kHz的调频立体声导频音的第三谐波以减少数据信号之间的干扰和互相调制，立体声导频和38 kHz DSB-SC立体声差信号。（立体声差信号至多延伸至53千赫，给RDS信号留下4千赫的下边带。）
使用该协议的数据在发送时可以纠错。RDS规定了包括私人（内部）功能及“打包”未定义的功能在内的许多功能。

## 发展
RDS的出现是受到了汽车广播信息系统（Autofahrer-Rundfunk-Informationssystem ,ARI）的启发。
ARI用57 kHz的载波指示交通信息。
EBU技术委员会发起了一个项目，在1974年巴黎会议制定一个类似于ARI的系统，但它更灵活——能够自动重新调整接收器，并在一个广播网络传送多个不同频率的广播节目。调制系统基于瑞典的寻呼系统，基带编码是新设计，主要由英国广播公司和IRT开发。EBU在1984年首次发布RDS规范。
选择频率功能的增强被添加到标准，1990年，它成为欧洲电工标准化委员会(CENELEC)公布的标准。
1992年美国国家无线电委员会发布RDS标准的北美版，即RBDS。1992年，CENELEC的标准添加关于交通信息频道的内容，1998年，添加开放数据应用。2000年，RDS成为IEC标准62106。

### RDS 2.0
RDS论坛决定在其年度会议（2015年6月8日至9日召开）带来新的标准——RDS2。
核心功能

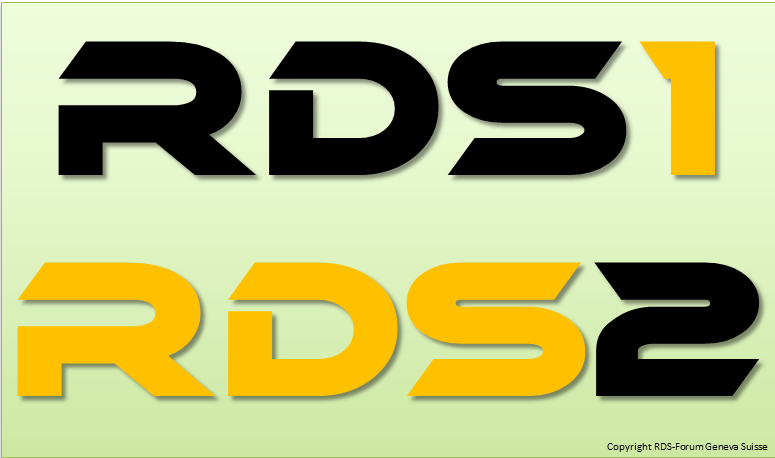
RDS1 和 RDS2 的Logo

- 从64兆赫到108兆赫频率的无缝支持（AF，Eon）
- 新的字符编码：UTF-8（旧EBU字符集采用兼容模式）。
- 长P-S名，支持UTF-8字符集，最多32个字节。（支持印度语，中文，阿拉伯语等）
- 图形化RadioText支持HTML / CSS模板（用于智能手机、汽车收音机、电脑/平板电脑）
- 支持广播公司的图形标志–最大4 KB的图像（JPEG，PNG或GIF格式）
- 混合式无线功能（部分基于法国广播电台的开发）

## 内容与实施

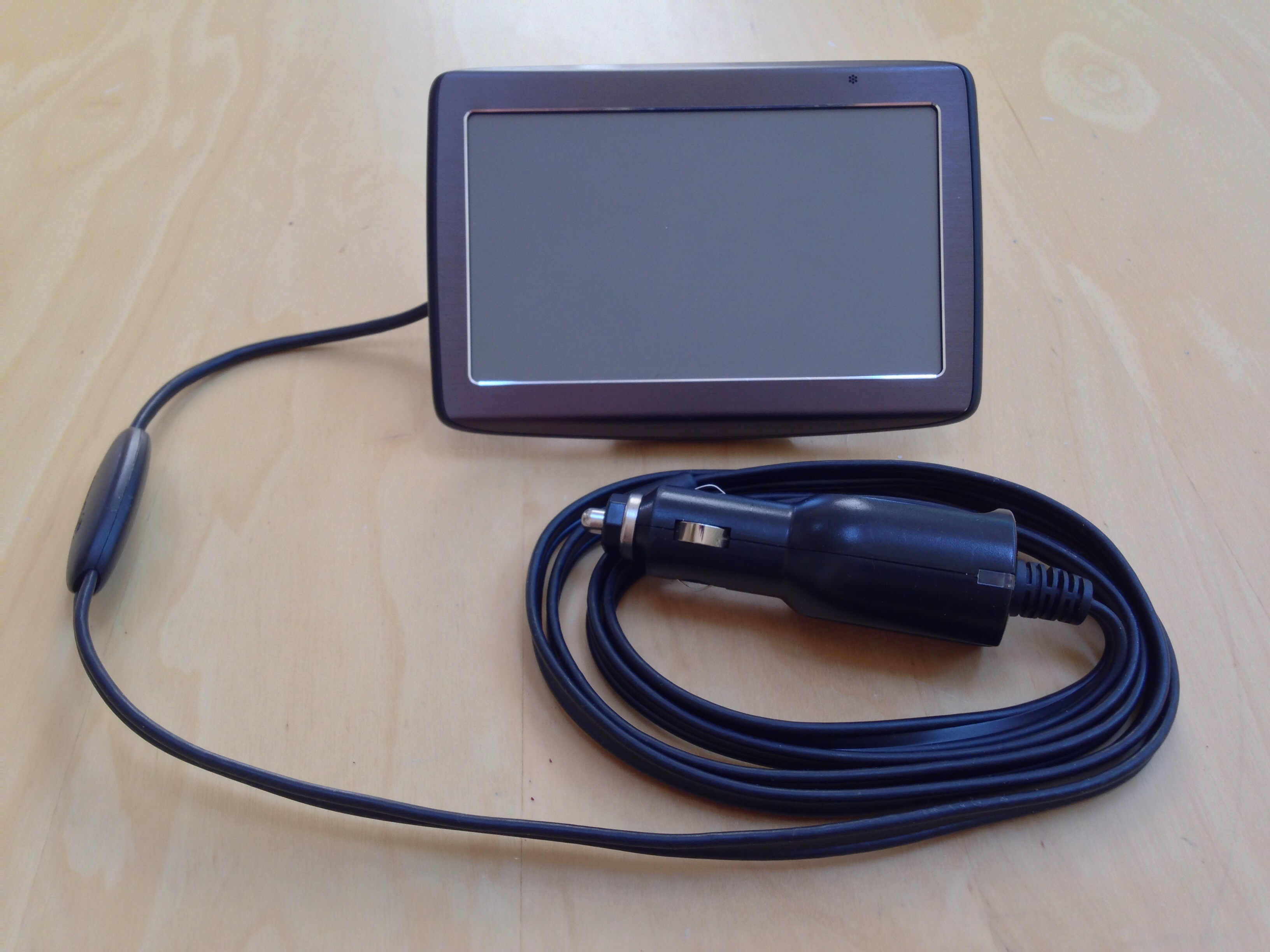
一个连接到导航系统的RDS-TMC（无线电数据广播–交通信息频道）接收终端。

以下信息字段通常包含在RDS数据中：
- AF（选择频率）

这允许接收器在第一信号变得太弱时重新调整到同一站点的不同频率，（例如，当移动时）。这是经常在汽车音响系统中使用的。
- CT（时钟时间）

这可以同步接收机中的时钟或汽车的主时钟。由于传输可能不稳定，CT仅能保证100毫秒内的时间是准确的。
- EON（其他增强网络）

允许接收器监视其他网络或电台的交通计划，并暂时自动调整到该站。
- PI（程序识别）

这是唯一标识一个站点的代码。每个站点都收到一个特定国家的特定代码。
- PS（程序服务）

这是一种简单的8个字符的静态显示，用来表示呼号或站点识别名。
- PTY（节目类型）

这种编码拥有多达31个预定义的节目类型（例如，在欧洲：pty1是消息，pty6是戏剧，pty11是摇滚音乐）可以让用户找到类似的规划类型。pty31似乎被保留用于自然灾害或其他重大灾害事件作为急救的公告。
- REG（区域）

此功能允许用户进入其他区域时“锁定”设置到他们目前的区域或让无线电调整到其他区域的特定的节目。
- RT（无线电文本）

此功能允许一个电台发送一个64字符的自由形式的文本，可以是静态的（如站口号）或与节目同步（如当前播放歌曲的标题和艺术家）。
- TMC（交通信息频道）

数字编码交通信息。并非所有的RDS设备都支持，它往往是用于汽车导航系统。在许多国家，只有加密的交通数据广播，因此一个适当的解码器，可能会绑定一个订阅服务，需要使用流量数据。

## RDS 支持
就实施而言，大多数汽车音响将至少支持AF，EON，REG，PS和TA、TP。
- 更昂贵的汽车音响将提供TMC，RT和/或PTY。
- 家庭系统，尤其是HI-Fi接收机，主要支持的功能是PS、RT和PTY。

RDS用于便携式音频和导航设备越来越多，是因为由于价格较低、占地面积小。

## 节目类型
下表列出了RDS和RBDS节目类型（PTY）码及其含义：
| PTY 码 | RDS 节目类型 (EU) | RBDS 节目类型 (北美洲) |
| ------ | ----------------- | ---------------------- |
| 0      | 无节目或未定义    | 无节目或未定义         |
| 1      | 新闻              | 新闻                   |
| 2      | 时事              | 消息                   |
| 3      | 消息              | 体育                   |
| 4      | 体育              | 电台谈话节目           |
| 5      | 教育              | 摇滚                   |
| 6      | 戏剧              | 经典摇滚               |
| 7      | 文化              | Adult hits             |
| 8      | 科学              | 软摇滚                 |
| 9      | Varied            | Top 40                 |
| 10     | 流行音乐          | 乡村音乐               |
| 11     | 摇滚音乐          | 老歌                   |
| 12     | 舒缓的音乐        | Soft                   |
| 13     | 轻古典            | 怀旧                   |
| 14     | 严肃古典          | 爵士                   |
| 15     | 其他音乐          | 古典音乐               |
| 16     | 天气              | 节奏布鲁斯             |
| 17     | 财经              | 软节奏布鲁斯           |
| 18     | 儿童节目          | 语言                   |
| 19     | 社会              | 宗教音乐               |
| 20     | 宗教              | 宗教交谈               |
| 21     | 来电参与节目      | Personality            |
| 22     | 旅行              | 公众                   |
| 23     | 休闲              | 学院                   |
| 24     | 爵士乐            | 西班牙语               |
| 25     | 乡村音乐          | 西班牙语音乐           |
| 26     | 民族音乐          | Hip Hop                |
| 27     | 老歌              | 未分配                 |
| 28     | Folk music        | 未分配                 |
| 29     | 纪录              | 天气                   |
| 30     | 警报测试          | 紧急情况测试           |
| 31     | 警报              | 紧急报警系统           |
后来的RBDS标准不匹配原来的RDS的计划，因此几个相同的广播格式给出了不同的数字，包括爵士乐，天气，体育，和摇滚。

## 大中华地区支持的电台
北京市
- FM 90.0 中央人民广播电台音乐之声；RT為“BJ90.0”。
- FM 106.1 中央人民广播电台中国之声；RT為“106.1”。

廣東省廣州市
- FM 89.3 中央人民广播电台中国之声，顯示“89.3”，並帶有時間不準確的CT訊號；RT為。 2024年起全国大量这样的高德TMC服务取消，伴随的RDS功能全部消失。

廣東省深圳市
- FM 87.8 中央人民廣播電台香港之聲，顯示“SZ 87.8”。带乱码RT文本。经FM发射测试，乱码文本实际意思是中文 “高德欢迎您” ，一般机器只能接收显示乱码。2024年起RDS功能消失。实际年份可能是跟其他TMC电台一样的时间。
- FM 89.8 深圳電台新聞頻率，顯示“SZR 1”。电台采用多点同频发射，部分发射点带RDS.
- FM 97.1 深圳電台音樂頻率，顯示“SZR 2”。电台采用多点同频发射，部分发射点带RDS.
- FM 94.2 深圳電台生活頻率，顯示“SZR 4”；RT為。
- FM 106.2 深圳電台交通頻率。

香港
- 香港電台第一台，顯示“RTHK 1”；RT為。
- 香港電台第二台，顯示“RTHK 2”；RT為。
- 香港電台第四台，顯示“RTHK 4”；RT為。
- FM 106.8 香港電台第五台，顯示。
- FM 102.8 香港電台大灣區之聲台，顯示；RT為。
- 雷霆881，顯示“CR1”；RT為。
- 叱咤903，顯示“CR2”；RT為。
- 新城知訊台，顯示“M INFO”；RT為。
- 新城財經台，顯示“MFINANCE”；RT為。

廣東省廣州市
- FM 88.5 中國國際廣播電台Hit FM，顯示“RDS PS”。

廣東省深圳市
- FM 91.8 廣東廣播電視台新聞廣播，顯示“91.8”。

廣東省珠海市
- FM 103.8 廣東廣播電視台珠江經濟台，顯示“103.8”（2022年10月11日起）。

廣東省中山市
- FM 107.1 中央廣播電視總台環球資訊廣播，顯示“107.1”，並帶有時間不準確的CT訊號（2022年10月16日至10月27日期間關閉RDS訊號）。RT為。

## 其他用途
此外，RDS是提出在加利福尼亚的“可编程通讯恒温器”的数据传输协议（PCT）程序。该技术将使电力消费者接触到“时基定价”。
自2000年初，RDS副载波一直在澳大利亚用作峰值功率的控制。
在瑞典，RDS的PTY信号被用来让公共服务广播进入商业电台以播送紧急情况的警告。

## RDS芯片组
许多RDS芯片组由意法半導體、恩智浦半导体等厂商提供。

## 脚注
1. ↑   (PDF). National Radio Systems Committee.   [2016-07-02]. （原始内容 (PDF)存档于2016-10-20）.
2. 1 2 3   (PDF). Geneva, Switzerland: The RDS Forum: 1. 2009-03-27  [2011-06-15]. （原始内容存档 (PDF)于2021-02-24）.
3. ↑  . Geneva, Switzerland: International Electrotechnical Commission.   [2009-05-18]. （原始内容存档于2021-03-08）.
4. ↑  . TomTom.   [15 June 2014].[永久]
5. ↑  MSB VMA Report
6. ↑  .   [2016-02-08]. （原始内容存档于2000-03-01）. EBU UECP Specification

## 引用
- The Directory of European FM Broadcasting, European FM Handbook 2002–2003, 13th edition, published July 1, 2002, B5 format, ISBN 951-98733-1-7（英语：Special:BookSources/9519873317）
- Dietmar Kopitz, Bev Marks, RDS: Radio Data System (Mobile Communications Library), ISBN 0-89006-744-9（英语：Special:BookSources/0890067449）
- MSB VMA report,